# الأدب الفلمنكي
الأدب الفلمنكي (بالإنجليزية: Flemish Literature) هو الأدب النابع من مقاطعة فلاندر، وهي منطقة تضم أجزاء من بلجيكا وفرنسا وهولندا في الوقت الحاضر. حتى أوائل القرن التاسع عشر، اعتُبر هذا الأدب جزءًا لا يتجزأ من الأدب الهولندي. لكن بعد حصول بلجيكا على استقلالها من هولندا عام 1830، اكتسب مصطلح الأدب الفلمنكي معنى أضيق إذ أصبح يُشير بشكل رئيسي إلى الأدب الهولندي الذي كُتِبَ في بلجيكا، ومع ذلك، فإنه ما يزال يُعتبر جزءًا من الأدب الهولندي.

## الأدب الفلمنكي في العصور الوسطى
في المراحل الأولى من اللغة الهولندية، كانت مشابهة لدرجة كبيرة مع بعض (ما نسميه الآن) اللهجات الألمانية إذ ثمَّة بعض الأعمال والمؤلفين المشتركة لكل من اللغتين. ومن بين الأمثلة على ذلك، الشاعر الذي يعود إلى القرن الثاني عشر هاينريش فون فيلدكه، والذي اشتُهر في كل من الأدبين الهولندي والألماني.
في المراحل الأولى من الأدب الفلمنكي، عُدَّ الشعر الشكل الغالب للتعبير الأدبي. في البلدان المنخفضة كما في بقية دول أوروبا، اعتُبرت رواية الفروسية والشعر من أكثر الأنواع الفنية المشهورة خلال العصور الوسطى. اعتُبر كاتب الأغاني هاينريش فون فيلدكه المذكور أعلاه، من بين شعراء القصيدة الغنائية الأكثر شهرة. اعتُبرت كتابة ملاحم الفروسية من الأنواع الأكثر شيوعًا أيضًا، والتي غالبًا ما كانت تتحدث عن الملك آرثر أو شارلمان (بالألمانية كارل) كأبطال رواية (مع مثال ملحوظ لرواية إيليغاست: قصيدة الروح القزم وهي تُعدّ النسخة الألمانية من رواية شارلمان والروح القزم).
يُعدّ الشاعر هاينريش فون فيلدكه أول كاتب باللغة الهولندية من كونتية لون، وهو معاصرًا للشاعر فالتر فون در فو غلفايدي. كتب فون فيلدكه قصائد نثرية من نوع الرواية الفروسية، وسيرة تقديسية للقديس سيرفايتيوس من تونغري وكتب أيضًا الملحمة الشعرية الإنيادة باللهجة الليمبورغية والتي تمتد إلى الحدود الألمانية الهولندية.
عُدَّت بعض الأعمال الملحمية الباقية، وخاصة أعمال الرواية الفروسية، نسخًا من جهود ألمانية أو فرنسية سابقة أو مجرد توسعات عنها، ولكن ثمَّة أمثلة عن أعمال أصلية حقيقية (مثل الأعمال المكتوبة من قِبَل كاتب مجهول مثل إيليغاست) إلى جانب الأعمال الأصلية المكتوبة باللغة الهولندية والتي تُرجمت إلى لغات أخرى (مثل المسرحية الأخلاقية الهولندية الكيرليك التي مهَّدت الطريق للمسرحية الإنكليزية كل إنسان).
بعيدًا عن الروايات القديمة التي اعتُبرت جزءًا من موسيقى الفولك الهولندية، لم يقع بين أيدينا أيًا من الحكايات الشعبية الأصلية عن العصور الهولندية القديمة أو عن الأساطير الألمانية القديمة. من ناحية أخرى، ظهرت القصص الطويلة مثل شارلمان أو الملك آرثر مباشرة باللغة الهولندية الوسطى. وقد قُدمت هذه القصص في إطار القصة الغنائية وتُرجمت لعدة لغات لإرضاء فضول النساء النبيلات. ونادرًا ما تمكَّن المؤرخون أو الباحثون من معرفة اسم هذا المترجم. وقد ترجم عمل نشيد رولاند في فترة ما في القرن الثاني عشر، وأكمل الشاعر الفلمنكي ديديريك فان أسنيدي نسخته الخاصة من حكاية فلوريس وبلانشفلاور حوالي عام 1260.
يبدو أن الأسطورة الآرثرية قد جُلبت إلى مقاطعة فلاندرز من قِبَل بعض المستعمرين الفلمنكيين من ويلز، حين عودتهم إلى وطنهم الأم. حوالي عام 1250، قام مُنشد غنائي من دوقية برابنت بترجمة عمل أدبي تحت عنوان كأس لانسلوت بأمر من الحاكم لودفيك فان فيلثيم. وتتميز هذه النسخة، المعروفة باسم لانسلوت-كومبيلاتي، بالكثير من الاختلافات عن النسخة الفرنسية الأصلية إذ تتضمن عدد من المشاهد التي ربما كانت في الأصل منتمية للنوع الكلاسيكي الأدبي. ذلك أن بعض هذه الترجمات بحد ذاتها ذات أصول فرنسية، ولكن البعض الآخر، مثل قصة مورين، تُعدّ من القصص الأصلية. وقد تُرجم عمل غوين من قِبَل بينيك وفوستيرت ليُصبح تحت عنوان رومان فان ويلفينغ قبل عام 1260، بينما كان أول كاتب ملحمي هولندي أصلي هو جايكوب فان ميرلانت الذي شغل نفسه حوالي عام 1260 مع مجموعة من القصص التي تتحدث عن شخصية مرلين والكأس المقدسة.
وُجدت الأجزاء الأولى من الملحمة الشعرية الثعلب رينارد المكتوبة باللغة اللاتينية من قِبَل الكهنة الفلمنكيين، وحوالي عام 1250، كُتب الجزء الأول من النسخة الهولندية منها تحت عنوان فان دين فو رينارد (من رينارد) من قبل فيليم دي مادوك مكته. وأثناء كتابة هذا العمل، اتبَّع المؤلف نمط الكاتب بيير دي سان كلاود، ولكن ليس إلى حدّ كبير؛ وهو يُعتبر من أشهر الكُتِّاب في الأدب الهولندي. أما الجزء الثاني فقد أضافه شاعر آخر، وهو أيرنوت الذي ثمَّة معلومات قليلة جدًا عنه.
عُدَّ جون الأول، دوق برابانت، أول كاتب غنائي للبلدان المنخفضة والذي طبَّق هذا النوع الأدبي بشكل ناجح. في عام 1544، أبصرت أول مجموعة من الأغاني الشعبية الهولندية النور، وهي تتضمن قصة أو اثنتين من القرن الرابع عشر، الأكثر شهرة منهما هي قصة «الفجر في الشرق – بالهولندية: هيت داغيت في دين أوزين».
حتى الآن، كانت الأعمال المكتوبة باللغة الهولندية الوسطى تخدم بشكل أساسي الطبقة الأرستقراطية والكهنة إذ عالجت مواضيع متعلقة بالرواية الفروسية أو الدين، ولكنها نادرًا ما تناولت مواضيع الطبقة العليا من الارستقراطية. لكن مع نهاية القرن الثالث عشر، حدث تغير في نمط الأدب الهولندي.